# Chorisochora transvaalensis
Chorisochora transvaalensis är en akantusväxtart som först beskrevs av Adrianus Dirk Jacob Meeuse, och fick sitt nu gällande namn av K. Vollesen. Chorisochora transvaalensis ingår i släktet Chorisochora och familjen akantusväxter. Inga underarter finns listade i Catalogue of Life.